# Гигантски ленивецов лемур
Гигантските ленивецови лемури (Archaeoindris fontoynontii) са изчезнал вид едри бозайници от семейство Palaeopropithecidae, единствен представител на род Archaeoindris.
Те са най-едрите лемури и най-едрите примати, еволюирали на остров Мадагаскар, с размери, сходни с тези на горилата – според различни оценки с маса от 160 до 240 килограма. Известни са от няколко субфосилни находки – челюсти, череп и отделни кости от долния скелет. Предполага се, че видът е изчезнал сравнително скоро – около IV век пр. Хр.